# Celes
A Celes a sáskafélék rendszertani családjának egyik neme. Az ide tartozó fajok Eurázsiában élnek, az Ibériai-félszigettől a Távol-Keletig.

## Fajok
A genusba két faj tartozik. Magyarországon a védett szerecsensáska képviseli.
- Celes skalozubovi Adelung, 1906
  - C. s. akitanus (Shiraki, 1910) alfaj
  - C. s. skalozubovi Adelung, 1906 alfaj
- Celes variabilis (Pallas, 1771) - szerecsensáska
  - C. v. carbonaria Uvarov, 1917 alfaj
  - C. v. curtipennis Ramme, 1939 alfaj
  - C. v. variabilis (Pallas, 1771) alfaj